# Puente de Manzanal del Barco de 2007
El puente de Manzanal del Barco de 2007 también conocido popularmente como nuevo puente de Manzanal, es un puente de carretera situado sobre el río Esla entre los municipios de Manzanal del Barco y Palacios del Pan, provincia de Zamora, en España.
Se inauguró en 2007 para sustituir al puente de Manzanal de 1933 tras años de reivindicaciones ciudadanas por el mal estado de conservación e inseguridad que presentaba.
Esta infraestructura forma parte junto con el puente de 1929 y el de 1933 del atractivo turístico denominado "los tres puentes de Manzanal del Barco", debido a que los tres están situados de manera paralela prácticamente pegados.

## Historia
Desde finales del siglo XX se produjo en las comarcas de Alba y Pan un fuerte movimiento social para la construcción de un nuevo puente que uniera las localidades de Manzanal del Barco y Palacios del Pan. Los motivos eran principalmente la inseguridad que causaba transitar por el puente de 1933, vulgarmente llamado Mazares, por la dehesa de ese nombre situada en uno de sus estribos. El puente de Mazares es inferior a los cuatro metros de ancho, lo que impedía el cruce paralelo de dos vehículos utilitarios, añadido además, que las vallas de protección estaban hechas con tuberías recubiertas de malla de simple torsión que generaba mucha inseguridad.
Las protestas ciudadanas acabaron con el corte del tráfico sobre el puente en 2001 por parte de la Diputación por falta de seguridad. El impulso político del nuevo puente acabó con varias reuniones fracasadas y denuncias a Iberdrola para que reparase el puente que sufragó en 1933 o que se hiciese cargo de la construcción del nuevo puente, algo que la eléctrica se negó alegando que no figuraba en el contrato de explotación del embalse de Ricobayo firmado a principios del siglo XX. Finalmente, la Diputación de Zamora, presidida por Fernando Martínez Maíllo, consiguió impulsar el proyecto del nuevo puente gracias a la cooperación entre tres administraciones, donde la Junta de Castilla y León aportó 6 millones de euros, la Unión Europea mediante los fondos FEDER aportó 4,3 millones y la Diputación de Zamora 3,2 millones. Con un coste total de 13,5 millones de euros, por fin las comarcas de Alba y Pan estarían conectadas por una carretera con un carril por sentido.
Las obras del puente nuevo de Manzanal se adjudicaron a la constructora Fomento de Construcciones y Contratas y comenzaron en julio de 2005, y el puente se inauguró en octubre de 2007.

## Características
En un principio los pliegos técnicos del proyecto de la Diputación de Zamora plantearon un puente atirantado de longitud de 430 m y una luz principal de 295 m. Después se vio que era inviable y se tuvo que rehacer el proyecto hacia un modelo de puente en ménsula.
Se trata de un puente ménsula de hormigón realizado bajo la técnica de voladizos sucesivos. Posee una longitud total de 479,25 m, con trazado recto y pendiente constante igual al 0.25% prácticamente toda su longitud. Posee cuatro vanos con 61,25 m, 114 m, 190 m y 114 m, respectivamente. Su ancho es de 11 m.
Con la puesta en marcha de esta infraestructura pasó a formar parte como nuevo trazado de la ZA-P-1405, quedando el anterior puente clausurado al tráfico.

## Galería de imágenes
|                         |
| Puentes desde Manzanal. |

|                                 |
| Detalle de la constructora FCC. |

|                         |
| Puentes desde Palacios. |

|                                           |
| Los tres puentes desde el puente de 1933. |

|                                                |
| Pila del puente de Manzanal del Barco de 2007. |

|                                  |
| Detalle constructivo de la pila. |